# Karl Zenger
Pour les articles homonymes, voir Zenger.
Karl Zenger (né le 3 juin 1873 à Erding en Bavière - mort le 19 février 1912 à Haar en Bavière), est un patineur artistique allemand qui a concouru pour l'Empire allemand.

## Biographie

### Carrière sportive
Karl Zenger a été deux fois champion d'Allemagne de patinage artistique en 1897 et en 1905. Il a participé une fois à des championnats d'Europe où il a remporté la médaille de bronze, en janvier 1905 à Bonn. Il a également participé une fois à des championnats du monde, en 1906 à Munich où il s'est classé 4e.
Il patinait pour le club EV Munich. On sait qu'en 1900, il vivait à Anvers en Belgique.

### Famille
Il est le frère aîné de Wilhelm Zenger qui a été aussi champion d'Allemagne de patinage artistique.

## Palmarès
| Compétition                         | 1897 | 1898 | 1899 | 1900 | 1901 | 1902 | 1903 | 1904 | 1905 | 1906 |
| Championnats du monde               |      |      |      |      |      |      |      |      |      | 4e   |
| Championnats d’Europe               | CA   |      |      |      |      | CA   | CA   |      | 3e   |      |
| Championnats d'Allemagne            | 1er  | CA   | CA   |      |      | CA   |      |      | 1er  | 2e   |
| Légende : CA = Championnats annulés |      |      |      |      |      |      |      |      |      |      |